# Tusimayusurika tusimudeea
Tusimayusurika tusimudeea är en tvåvingeart som beskrevs av Sasa och Suzuki 1999. Tusimayusurika tusimudeea ingår i släktet Tusimayusurika och familjen fjädermyggor. Inga underarter finns listade i Catalogue of Life.